# راكون سيتي

لوحة مدينة راكون الترحيبية

مدينة راكون (بالإنجليزية: Raccoon city) هي عاصمة خيالية من سلسلة ألعاب فيديو ريزدنت إيفل (Resident Evil) المنتجة من قبل شركة كابكوم (Capcom).
تصميم هذه المدينة مستوحى من النمط التقليدي للمدن الصناعية والتجارية في غرب وسط أمريكا بشيء من التصنع. ولا تذكر اللعبة في أي ولاية أمريكية تقع هذه المدينة الافتراضية، ولكن الروايات التي كتبتها ستيفاني دانيلل بيري (S. D. Perry) بناء على اللعبة تقول أنها تقع في ولاية بنسلفانيا، غير أن الشركة المنتجة كابكوم لا تعتبر هذه القصص مرجعا رسميا لهذه اللعبة ولكن عندما صورت أفلام سينمائية للسلسلة وقع الاختيار على مدينة تورونتو الكندية لتمثل المدينة
في السلسلة تقع راكون سيتي تَحْتَ سَيْطَرَة شركة امبريلا (بالإنجليزية: Umbrella)‏ والواقعة قرب منظر جبلِي طبيعي واسعِ غَطّى بالغابةِ، المعروفة بتلالِ آركلاي (Arklay). وتَبْدو المدينةُ واقعة في بينسلفانيا، قُرْب فيلاديلفيا وهذا يتضحُ عند الافتتاح ضَربَ متى المراسلَ يَعطي تقرير حالة الطقسَ في فلم ريزدنت إيفل: آبوكاليبس، حيث يبْدو إن المدينةَ شمال فيلاديلفيا (تورونتو).
وفي الفيلمين تصور مدينة راكونِ كَعاصمة ضخمة مزدحمة جداً وبها مجتمع محلي قوي. لكن تلك المدينةَ بها مركّب مؤسساتي واسع معروف ب "the hive" مموّلة من قبل شركةِ أمبريلا التي تَعمَلُ في ابحاث غير شرعيَة مثل الأسلحةِ الفيروسيةِ والتجارب الجينية، والتكنولوجيا العسكرية. في يوم واحد من، في «ذا هايف»، أطلق «فيروس تي»، وقام الحاسوب العملاق المسؤول عن إطلاقه محاصرة وقتل العمال ال500 بالداخل. يُعيدُ «تي فيروس» الحياة إلى الخلاية ويحرك خلايا ميتةَ، لذا يعود إلى الحياةِ من اصيب بهذا الفيروس بعد أن يقتله كزومبي في مرحلة ثانية. فريق خاص مِنْ شركةِ «أمبريلا» أُرسلَ هناك لأستقصاء المعلوماتِ لمعرفة ما حَدثَ هناك بدُخُول قصر سبينسر في الضواحي مِنْ مدينةِ الراكونِ. ويعود شخصان فقط حيّان مِنْ «ذا هايف»، ألِيس ومات أديسون. ولَكنَّ يقبض عليهم مِن قِبل أعضاء من «امبريلا» ويأَخذان إلى مستشفى مدينةِ الراكونَ لإجراء الفحوصات لهما.وفي اليوم التالي، أرسلتْ شركةَ امبريلا مرة ثانيةً موظفيها لرُؤية ما حَدثَ هناك بالدُخُول خلال المدخلِ الرئيسيِ لمدينةِ الراكونِ، لكن إلى سوءِ الحظ ينتشر الفيروس حيث تَركوا الزومبي والتجاربَ خارج مبنى «ذا هايف» بشكل مرضي وبحلول وقت قصير، أصبحتْ مدينةَ راكونِ مدينةَ للمَوتى وفي الغالب أصبح كُلّ المواطنون في المدينةِ زومبيات.
في باديء الأمر أغَلقتْ «أمبريلا» كُلّ المداخل الرئيسية إلى المدينةِ ماعدا جسرِ «ريفينس غيت»، وكان هناك العديد مِنْ المواطنين الذين أرادوا الهُرُوب لكن كان لا بُدَّ أنْ يَعْبرَوا آلة مسح طبي فإذا نجحوا، سُمِح لهم بتَرْك المدينةِ، لكن عندما وَصلَ رجلَ مُصَابَ إلى البوابة، أغَلقتْ «أمبريلا» المخرج، وحكم على الملايينَ الباقيةَ من المواطنين بالموت. وهكذا فان «أمبريلا» لم يكن عِنْدَها طريقة لاحتواء الحادثةِ، فاتخذت قرارا بأزالة كُلّ هذا بتفجير قنبلة نيتروجينية فوق بلدية المدينةَ في وسط مدينةِ راكونِ، وبالتالي فقد ازيلت كُلّ آثار الفيروسِ وضحاياه. الأشياءِ الوحيدِة التي بقت كَانتْ بقايا نيران وخرابَ البناياتِ القويةِ وهياكل ناطحات السحاب. بَعْض المشجعين ناقشوا بأنّه سلاح نووي، لكن السلاح النووي سوف يحطم المدينةَ بالكامل ويترك العدم. لا ناطحةَ سحاب يُمْكِنُ أَنْ تصمد ردّ فعل انشطاري لصاروخ نووي. القنبلة النيوترونية تُحطّمُ البناياتَ فقط في المنطقةِ التي هي تُنْشَرُ، وهي تُحطّمُ كُلّ المواد العضوية على مقربة من المنطقة. غَطّتْ «أمبريلا» الحادثةَ وادعت ان محطة مدينةِ راكونَ للطاقة النوويةِ هيلا السبب في ما حصل للمدينة، واستشهدوا بادلة على انصهارها. نشرة أخبار في الفلمِ تَقُولُ ان هذه هي أسوأ كارثةِ نوويةِ منذ تشيرنوبيل في أبريل/نيسانِ 1986. ويفترض في فيلمِ ريزدنت إيفل الثالثِ ان الحكومة الأمريكية سَتُتابعُ «أمبريلا» بَعْدَ أَنْ تَكتشفُ الأخبار حول الذي حَدث حقيقة في مدينةِ راكونِ والإبادة الجماعية للملايينَ ويحَكم على «أمبريلا» ورؤسائها بالموت.
تَمتدُّ غابةُ راكونِ إلى جبالِ آركلاي التي تُحيطُ بأغلبيةَ اجزاء مدينةِ راكون هناك حيث يقع كلاً من منشأة التدريب (RE0) وقصر سبينسر.

## الوصف
مدينة الراكون هي مدينة أمريكية صغيرة يبلغ عدد سكانها 100000 نسمة. وهي تقع في الغرب الأوسط من الولايات المتحدة، تاريخ تأسيسها غير معروف. تحيط بها سلسلة من الجبال والغابات الكثيفة، ولا تزال المدينة معزولة نسبيًا عن العالم. يتم توفير معظم وظائف المدينة من قبل شركة أمبريلا، وهي شركة أدوية (وهمية) أنشأت مختبرًا في ضواحي مدينة الراكون. 

أهم الاماكن بالمدينة:
- مركز شرطة
- الجامعة
- برج الجرس
- مستشفى
- من حديقة حيوان
- محطة مترو

## تاريخ المدينة
- 1908 - شيدت كنيسة القديس ميخائيل برج ساعة وافتتحت مدرسة القديس ميخائيل الابتدائية.
- 1960 - مايكل وارن يزور مدينة الراكون ويعمل بها كمهندس ويبدأ في تزويد المدينة بالكهرباء.
- 1968 - تاسيس الترام.
- 1969 - فتح الأخويان كايت مترو الأنفاق. امبريلا تبني مصنعا على اطراف المدينة. المدينة تتطور بشكل كبير. تم افتتاح قسم شرطة (RPD) في العام نفسه.
- 1978 - تم إغلاق برج الساعة في سانت مايكل بسبب الصيانة، وفي نفس الوقت تم إغلاق المدرسة الابتدائية.
- 1983 - تم إلغاء استعراض الفيل في حديقة حيوان.
- 1987 - وارين يصبح عمدة راكون سيتي.
- 1992 - تم إعادة بناء قاعة مدينة الراكون بمساعدة امبريلا. وتم إنشاء مستشفى الراكون العام في نفس العام.
- 1993 - أعيد افتتاح برج الساعة في سانت مايكل بعد تجديده بتمويل من امبريلا.
- 1994 - إجراء تجديد واسع النطاق لمبنى جامعة الراكون.
- 1996 - مع استثمار امبريلا، تم إطلاق «خطة Bright Raccoon 21» بهدف تعزيز أمن المدينة وتحسين البيئة.
- 1997 - وفقًا لفريق أبحاث حماية البيئة من قبل مجموعة مدنية، فإن كمية المواد الضارة التي تتدفق إلى الأنهار الرئيسية والمجاري في المدينة ستزداد بشكل حاد اعتبارًا من هذا العام.
- 1998 - وقوع حادث شامل بالمدينة.
  - 11 مايو- حدث تفشي في معهد آركلاي. ومنذ ذلك الوقت شوهدت الوحوش منتشرة في ضواحي المدينة وفي جبال آركلاي.
  - في أوائل سبتمبر تم تأكيد أول إصابة لشخص في مستشفى الراكون العام.
  - في أواخر شهر سبتمبر حدث خطر بيولوجي في مدينة الراكون.
  - 1 أكتوبر تم إحراق مدينة الراكون وإخمادها بهجوم نووي صوتت عليه حكومة الولايات المتحدة.

## الأحداث الكبرى

### حادثة قصر سبنسر
بعد ورود أنباء عن العديد من حالات الاختفاء ووجود مخلوقات غريبة حول قصر سبنسر الواقع على أطراف مدينة الراكون، منذ شهر مايو 1998، يتم إرسال فريق ستارز للتحقيق في 23 يوليو من نفس العام. سيكتشفون أن القصر يخفي مختبر سريًا لأمبريلا حيث تقوم الشركة بتطوير أسلحة بيولوجية. وتحويل المصابين إلى كائنات زومبي آكلة لحوم البشر قادرة على نقل مرضهم عن طريق عضة بسيطة. سيتعين على فريق النجوم أيضًا مواجهة الفظائع الأخرى الناتجة عن التلاعب الجيني لأمبريلا.

### حادثه المستشفى
بعدما أغلقت المستشفى المهجور في وسط الغابة قامت امبريلا بافتتاح مستشفى راكون سيتي وأدعو أنهم تمكنوا من صنع علاج ضد السرطان وفي ذلك اليوم تمت تجربه أول علاج في هذه المستشفى وفي ذلك الوقت بدأ مرضى السرطان بالتعافي وكان ذلك يوم فرح بالنسبة إليهم لكن مالم يكن بالحسبان بدأ المرضى المتلقين للعلاج بالشعور بالتعب والجوع واغمى عليهم حاولوا الأطباء في أن يساعدوهم لكن سرعان ما ذهب الاطباء باتجاههم نهضوا المرضى وقاموا بعضِ جميع من كان بالمستشفى وبدأ فايروسT بالانتشار في المدينة بسرعه هائله من ما أدى إلى دمار المدينة بالكامل

### النهاية
خلال كارثة تفشي وباء الغيبوبة بالمدينة وعدم فعالية إجراءات الاحتواء (خسائر فادحة للشرطة وقوات التدخل السريع), أمر رئيس الولايات المتحدة بتدمير المدينة. تم إطلاق صاروخ نووي على مدينة الراكون، مما أدى إلى القضاء بشكل كامل على المدينة وجميع الكائنات التي كانت تجوبها, أصبحت أنقاض المدينة منطقة محظورة بالكامل.

## الناجون والضحايا
انظر أيضًا "قائمة شخصيات ريزدنت إيفل"

### الناجون من راكون سيتي
تحتوي هذه القائمة على الأشخاص المتورطون في حادثة تفشي الوباء الذين كانوا غائبين عن مدينة الراكون وقت تدمير مدينة الراكون أو الذين هربو اثناء التدمير.
- جيل فالنتين (عضو فريق النجوم، تهرب مع كارلوس في طائرة هليكوبتر يتحكم فيها باري)
- كريس ريدفيلد (عضو فريق النجوم، شقيق كلير، كان في أوروبا للتحقيق في قضية ما وقت حادثة تدمير مدينة راكون)
- باري بيرتون وزوجته، ابنتيه مويرا وبولي (عضوات ستارز. هرب بطائرة هليكوبتر مع جيل وكارلوس. انتقلت زوجته وأطفاله بالفعل إلى كندا وقت تدمير مدينة راكون).
- ريبيكا تشامبرز (عضوة في فريق النجوم)
- ألبرت ويسكر (كابتن فريق النجوم، لكنه مدير تنفيذي في أمبريلا. يبدو أنه توفي في حادثة المبنى على الطراز الغربي، ولكن تم التأكد من أنه على قيد الحياة من خلال "CV")
- ليون س. كينيدي (ضابط شرطة حماية اللاجئين، هرب بالقطار في الطابق السفلي للمختبر)
- كلير ريدفيلد (طالبة جامعية. شقيقة كريس. تهرب مع ليون)
- شيري بيركين (ابنة وليام بيركين، هربت مع ليون وكلير)
- آدا ونغ (جاسوسة)
- نيكولاي زينوفييف (عضو / حارس خدمة المظلة المضادة للأخطار البيولوجية (UBCS)).
- سيرجي فلاديمير (مدير أمبريلا. يهرب بعد استعادة UMF-O13 من تيروس)
- كارلوس أوليفيرا (عضو UBCS ، يهرب بطائرة هليكوبتر مع جيل)
- ديفيد كينج (سباك، هرب بطائرة هليكوبتر أو شاحنة)
- أليسا أشكروفت (مراسلة صحيفة، هربت بطائرة هليكوبتر أو شاحنة. الشخصية الوحيدة القابلة للعب في OB)
- يوكو سوزوكي (نصبت نفسها طالبة جامعية، لكنها باحثة شاملة. هربت بطائرة هليكوبتر أو شاحنة)
- سيندي لينوكس (نادلة، هربت بطائرة هليكوبتر أو شاحنة)
- داني (رجل إطفاء. هرب بطائرة هليكوبتر مع جيل)
- جيل (رجل إطفاء. هرب بطائرة هليكوبتر مع داني)
- ليندا (باحثة في امبريلا، هربت بطائرة هليكوبتر أو شاحنة)
- رودريغيز (قائد الفرقة الثانية يو إس إس، يهرب بطائرة هليكوبتر نقل)
- مايكل وارين (عمدة مدينة الراكون. تم إجلاؤه من المدينة أولاً بعد الحادث مباشرة، ثم تم حمايته من قبل قوات الدولة)
- كورتيس ميلر (الشخصية الرئيسية في DG، الطبيب الذي فقد زوجته وأطفاله في حادثة مدينة الراكون)
- فريدريك داونينج (الشخصية الرئيسية في "DG". Research Umbrella. أخرج فيروس تي عندما هرب من حادثة تدمير مدينة الراكون. لاحقًا، ظهر كباحث أول في Wilpharma.)
- ريكاردو إيرفينغ (الشخصية الرئيسية في " 5 ". كان في مدينة الراكون في وقت الحادثة، ويبدو أنه هرب).

بالإضافة إلى ما سبق، فقد هرب عدد كبير من المواطنين.

### الضحايا
الأشخاص الذين لقوا حتفهم في اثناء حادثة امبريلا أو حادث تدمير مدينة الراكون) مذكورة أدناه.
- براد فيكرز (عضو في فريق النجوم، نجا من حادثة المبنى، لكنه أصبح زومبيًا بعد قتله على يد الأعداء في مدينة الراكون)
- إنريكو ماريني (كابتن فريق النجوم قسم برافو، قتل برصاص ويسكر في الجبال)